# Higham Park
Higham Park var en civil parish från 1858 till 1935 då den blev en del av Newton Bromswold, i grevskapet Northamptonshire, i England. Civil parish var belägen 18 km från Kettering och hade 6 invånare år 1931.